# Romny (Amur)
Romny (russisch Ромны) ist ein Dorf (selo) in der Oblast Amur (Russland) mit 2685 Einwohnern (Stand 1. Oktober 2021).

## Geographie
Der Ort liegt gut 130 km Luftlinie ostnordöstlich des Oblastverwaltungszentrums Blagoweschtschensk im Nordosten der Seja-Bureja-Ebene. Er befindet sich am südöstlichen Ende des Sumpfgebietes Kotschkowaja pad, das in nordwestlicher Richtung zum 30 km entfernt verlaufenden Seja-Nebenfluss Tom entwässert.
Romny ist Verwaltungssitz des Rajons Romnenski sowie Sitz und einzige Ortschaft der Landgemeinde Romnenski selsowet.

## Geschichte
Das Dorf wurde 1907 von Umsiedlern aus der Umgebung der Stadt Romny im damaligen Gouvernement Poltawa (heute Ukraine) gegründet und nach dieser benannt. Seit 1941 ist Romny Zentrum eines Rajons.

### Bevölkerungsentwicklung
| Jahr | Einwohner |
| ---- | --------- |
| 1959 | 2050      |
| 1970 | 2936      |
| 1979 | 3623      |
| 1989 | 4712      |
| 2002 | 3549      |
| 2010 | 3084      |
| 2021 | 2685      |

Anmerkung: Volkszählungsdaten

## Verkehr
Straßenverbindung besteht in südwestlicher Richtung zur etwa 25 km entfernten Fernstraße M58 Amur Tschita – Chabarowsk auf ihrem Abschnitt zwischen Wosschajewka und Jekaterinoslawka. Knapp 10 km weiter in dieser Richtung befindet sich die nächstgelegene Bahnstation Posdejewka an der Transsibirischen Eisenbahn bei Streckenkilometer 7915 ab Moskau.